# Pavle Bakić
Pavle Bakić (? - Gorjani, 9. listopada 1537), posljednji srpski titularni despot u Ugarskoj. 
Imao je turski timar kao i njegov otac. Pripadao feudalnoj obitelji koja se prva uključila u turski feudalizam. Bio gospodar velikih imanja oko brda Venčaca u Šumadiji, zvanih "Bakićeva zemlja" ("Zemlja Bakićeva", "Bakićevi dvori"), uživao veliki ugled kod Turaka i dobio pravo da od naroda prikuplja propisani harač. U dogovoru sa zapovjednikom ugarske vojske Pavlom Tomorijem i kraljem Ludovikom II. (Lajošem II; 1506-1526) prešao u prosincu 1525. (ili početkom 1526) sa svojom porodicom, petero braće i dosta Srba na ugarsku stranu i u zamjenu za napuštena dobra u Srbiji dobio grad Lak i druge posjede. 
Sa svojim četama sudjelovao u bici na Mohačkom polju (1526). U borbi za ugarsko prijestolje između nadvojvode Ferdinanda i erdeljskog vojvode Zapolje pristao uz posljednjega, ali poslije Zapoljinog poraza kod Tokaja  (1527) prešao Ferdinandu (1503-1564) i ostao mu vjeran do smrti. Ferdinand I. (Ferdinand Habsburški) potvrdio je 1528. Bakiću i braći sve posjede i imenovao ga vrhovnim kapetanom šajkaških četa. Pri obrani Beča (1529) Bakić se odlikovao svojom konjicom. Poveljom od 1534. Ferdinand je njemu i braći povrdio sve posjede što su ih dotad imali (Lak, Györ, Szombathely, Hédervár i dr., i sva imanja koja su tim gradovima pripadala). Poveljom od 20. IX. 1537. imenovao ga despotom i pozvao Srbe da se okupe oko Bakića kao srpskog despota. Poginuo je u boju kod Gorjana nedaleko od Đakova. (jn)
Izvori:
- "Enciklopedija Jugoslavije" (1 A-Biz), Zagreb, 1980.
- "Mala enciklopedija Prosveta" (1 A-J), Beograd, 1978.
- Opća enciklopedija JLZ (1 A-Bzu), Zagreb, 1977.
- Corovic, Vladimir: Istorija Srba, Beograd, 1995.

Napomena:
- U knizi Osmanski pečat (str. 26) greškom stoji "vojvoda Pavao Baki Srbin iz Vjenčala na Moravi".